# Adela Úcar
Adela Úcar Innerarity (Bilbao, 16 de marzo de 1980) es una periodista española, licenciada en Comunicación Audiovisual por la Universidad de Navarra. Hizo el postgrado en Dirección de Documentales en el Victorian College of Arts, de Melbourne (Australia).

## Trayectoria en televisión
En 2003 participó y ganó el concurso internacional para jóvenes realizadores de documentales "Reel Race" de Discovery Channel, rodando seis documentales en cinco semanas, viajando por Filipinas, Australia, Nueva Zelanda, Macao y Papua Nueva Guinea. 
Ello le permitió en 2004, iniciar su carrera profesional en Discovery Networks Asia (Singapur), donde trabajó produciendo documentales sobre historia, viajes y temas sociales, para cadenas británicas y españolas, y en 2007 empezó a presentar Guías Pilot-Lonely Planet, serie de viajes para Discovery.
Posteriormente, presentó en la cadena Neox de Antena 3 el magacín diario "Ven de viaje", que mostraba los mejores destinos del mundo, y también fue reportera de Radio Televisión Española, en La 1 para el programa "Españoles en el mundo", y en La 2 para "Mucho viaje".

### Etapa Cuatro
Desde octubre de 2010 hasta mayo de 2014 dirigió el programa 21 días de Cuatro, en sustitución de Samanta Villar. Su labor al frente de dicho programa está avalada con sus trabajos anteriores.
En noviembre de 2013, la presentadora anuncia a través de su cuenta de Twitter que se encontraba esperando su primer hijo para 2014 por lo que iba a abandonar su programa 21 días por un tiempo debido a su maternidad. Finalmente lo abandona por completo.

### Etapa en ETB
En septiembre de 2014, regresa a la televisión vasca ETB2 con el programa El impostor.
En febrero de 2015, se anuncia que va a colaborar en el programa vespertino de ETB2, Sin ir más lejos. En Semana Santa de 2015, sustituye como presentadora a Klaudio Landa junto con Karmele Azkoitia.
En septiembre de 2016 y tras finalizar en Sin ir más lejos, comienza a colaborar en Pero que me estas contando, también de ETB2, hasta finales de 2018.

### Retorno a Cuatro
En febrero de 2019 comienza a trabajar como reportera en el programa Cuatro al día, abandona el programa en el verano de 2020.
En 2022 vuelve a esta cadena como invitada al programa de Viajeros Cuatro en Vizcaya.

### TVE
En septiembre de 2020 se conoce el fichaje de la periodista por RTVE, para ponerse al frente del programa de viajes y cultura Ruta 17 y presentar el espacio ecológico Reduce tu huella.

## Otros
Deportista y muy aficionada al surf, que practica desde hace 13 años.
Admiradora de Jacques Cousteau, Leni Riefenstahl, Gerald Durrell, Audrey Hepburn y Lawrence de Arabia.